# موریس کوهن (جاسوس)
موریس کوهن (انگلیسی: Morris Cohen؛ زاده ۲ ژوئیهٔ ۱۹۱۰ – درگذشته ۲۳ ژوئن ۱۹۹۵) یک جاسوس محکوم شده در آمریکا به دلیل جاسوسی برای شوروی بود.
همسرش  لونا نیز یک عامل  شوروی بود. آنها به دلیل اعتقادات کمونیستی خود، مرتکب اعمال جاسوسی بر علیه ایالات متحده آمریکا و به نفع شوروی شدند.

## جوانی و تحصیل
موریس کوهن، در  هارلم شهر نیویورک، درتاریخ ۲ ژوئیه ۱۹۱۰ در یک خانواده مهاجر یهودی متولد شد. پدرش از منطقه ای نزدیک  کیف در اوکراین کنونی به آمریکا مهاجرت کرده بود. مادرش اهل ویلنیوس در لیتوانی امروز بود. این زوج در نیویورک ملاقات و ازدواج کرده بودند. کوهن از بازیکنان برجسته فوتبال در دبیرستان جیمز مونرو در برانکس بود. پس از حضوری کوتاه در دانشگاه نیویورک، بورس تحصیلی ورزشی کالج A&M می‌سی‌سی‌پی (دانشگاه دولتی می‌سی‌سی‌پی فعلی) به وی اعطا می‌شود. موریس کوهن، در یکی از بازیهای سال مصدوم می‌گردد. از آنجایی که او بعد از آن سانحه، دیگر قادر به بازی فوتبال نبود. او را بعنوان مدیر ورزشی، تعیین سمت می‌کنند تا اعتبار بورس تحصیلی او ابقاء شود. وی با مدرک کارشناسی در رشته بازرگانی فارغ‌التحصیل می‌شود. بعد از یک سال مشغولیت به کار، بعنوان کارشناس، موریس کوهن، به دانشگاه ایلینوی منتقل می‌شود. در آنجا او در فعالیتهای تبلیغاتی یک جنبش چپ دانشجویی شرکت می‌کند. بعد از گذران یک ترم، در اثر این فعالیتها، او یک عنصر نامطلوب تشخیص داده شده و برانکس بازگشت داده می‌شود. بعد از بازگشت، موریس کوهن، به عضویت کامل حزب کمونیست آمریکا درآمده و به سازماندهی نیروهای حزبی می‌پردازد. بعد از اتمام جنگ جهانی دوم، موریس کوهن، با مدرک کارشناسی ارشد از دانشگاه کلمبیا، فارغ‌التحصیل می‌شود.

## فعالیت حرفه ای و سیاسی

### گردان داوطلب

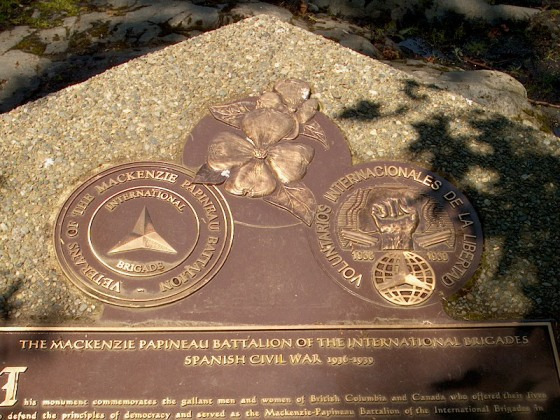
سنگ یادبود گردان مکنزی – پاپینو (یک گردان داوطلب کانادایی که ضد ژنرال فرانکو جنگید).

در سال ۱۹۳۷ میلادی، موریس کوهن، به یک گردان بین‌المللی جمهوری‌خواه پیوسته و به عنوان داوطلب، مانند دیگر نیروهای ضد ژنرال فرانکو در جنگ داخلی اسپانیا شرکت می‌کند. در همین زمان بود که او با عوامل حرفه ای شوروی آشنا شده و با دستگاه اطلاعاتی شوروی ارتباط برقرار می‌کند. در نوامبر سال ۱۹۳۸ موریس کوهن، پس از زخمی شدن به ایالات متحده بازگشته و در آمریکا، ضمن حفظ ارتباط خود باعوامل اطلاعاتی شوروی، یکسره به خدمت آنها در می‌آید.

### جاسوسی شوروی
در اواسط سال ۱۹۴۲، موریس کوهن همراه با ارتش ایالات متحده به اروپا اعزام می‌شود. وی در نوامبر ۱۹۴۵ از ارتش مرخص شده و به ایالات متحده بازمی‌گردد. در آمریکا او فعالیت جاسوسی خود را به نفع اتحاد جماهیر شوروی، بار دیگر از سر می‌گیرد.
از جمله در سال ۱۹۴۵ کوهن، نقشه‌های مفصلی، دربارهٔ بمب هسته ای به مسکو تحویل می‌دهد.
از آنجا که در این دوره شبکه‌های جاسوسی شوروی به خطر افتاده بود، ارتباط با اطلاعات شوروی به‌طور موقت، قطع می‌شود، اما در سال ۱۹۴۸، زمانی که شعبه جاسوسی حوزه مربوط، تشخیص می‌دهد که می‌توان به کوهن نزدیک شد، ارتباط دوباره برقرار می‌شود. شوروی‌ها به واسطه لونا کوهن از تداوم ارتباط مخفی با تعدادی از با ارزش‌ترین منابع حوزهٔ عملیاتی شعبهٔ جاسوسی مربوط، اطمینان حاصل کردند. در این زمان، موریس و لونا شروع به همکاری با یک افسر اطلاعاتی شوروی، بنام رودلف ایبل می‌کنند. این همکاری تا سال ۱۹۵۰ یعنی زمانی که آنها مخفیانه ایالات متحده را ترک کرده و به لهستان  منتقل می‌شوند، ادامه پیدا می‌کند. موریس و لونا در لهستان در مأموریت‌های خارجی متعددی برای اتحاد جماهیر شوروی، شرکت کرده و به ژاپن، هنگ کنگ، استرالیا، نیوزیلند، اتریش، بلژیک و هلند سفر می‌کنند.

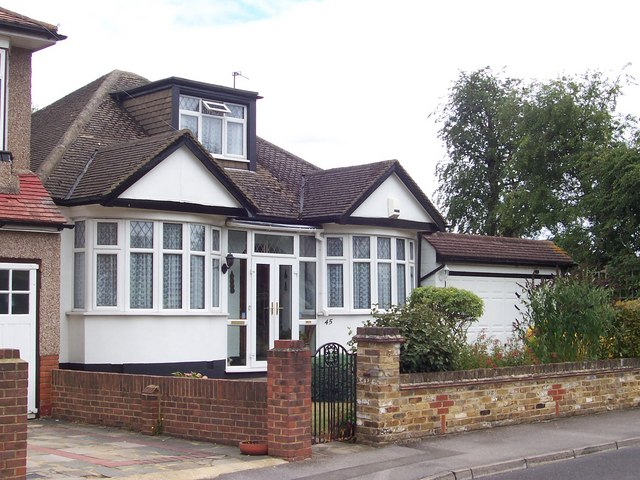
خانه سابق کوهن درمحله رایسلیپ در لندن

در سال ۱۹۵۴، زوج کوهن‌ها، یعنی موریس و همسرش، لونا به محلهٔ رایسلیپ در لندن نقل مکان می‌کنند. این زوج در آنجا تعداد زیادی تجهیزات پنهان برای جاسوسی و یک آنتن در خارج اتاق زیر شیروانی، در اختیار داشتند که برای انتقال اطلاعات به مسکو استفاده می‌کردند. آنها تحت پوشش فروشنده کتابهای عتیقه با نامهای پیتر و هلن کروگر با یک مأمور کاگ‌ب، بنام کانن مولدی، همکاری می‌کردند.

### دستگیری و محاکمه
مقامات امنیتی انگلیس، موریس کوهن و همسرش لونا را در ۷ ژانویه ۱۹۶۱ به دلیل مشارکت در شبکه جاسوسی شوروی، موسوم به حلقه جاسوسی پورتلند که به  نیروی دریایی سلطنتی نفوذ کرده بود، دستگیر کردند. آنها در پرونده جاسوسی به نفع اتحاد جماهیر شوروی، مجرم شناخته شده و به ۱۰ سال زندان محکوم شدند. موریس و لونا تنها هشت سال از مجازات زندان را گذرانده و سپس به دنبال یک توافق تبادل زندانی، به شوروی منتقل شدند.
به نقل از تایمز، پرونده‌های منتشر شده توسط بایگانی ملی در سپتامبر ۲۰۱۹ نشان می‌دهد که ام‌آی۵ تجهیزات جاسوسی پنهان شده در داخل فندک بزرگی را در یک صندوق امانات بانکی پیدا کرده‌است. این موفقیت بزرگی برای بستن حلقه جاسوسی بود.

### تبادل زندانیان
در سال ۱۹۶۷، اتحاد جماهیر شوروی اعتراف کرد که موریس و لونا کوهن جاسوس بوده‌اند. در ژوئیه ۱۹۶۹، بریتانیا آنها را با «جرالد بروک»، یک شهروند انگلیسی که در اتحاد جماهیر شوروی، نگهداری می‌شد، مبادله کرد. همچنین مایکل پارسونز و آقای آنتونی لورین، افراد تابع بریتانیا که در سال ۱۹۶۸ توسط دادگاه‌های اتحاد جماهیر شوروی به جرم قاچاق مواد مخدر به زندان محکوم شده بودند و دوره مجازات را در خاک شوروی می‌گذراندند، مبادله شدند. ایالات متحده و بریتانیا قبلاً چنین مبادلاتی را انجام داده بودند، مانند جاسوس شوروی رودلف ایبل، یا خلبان هواپیمای تجسسی لاکهید یو-۲، فرانسیس گری پاورز و دیگران، اما در این مورد خاص، مخالفان دولتِ نخست‌وزیر وقت، هارولد ویلسون، سیاست حزب حاکم در آن زمان یعنی حزب کارگر را مورد حمله قرار دادند. مخالفان دولت وقت، کسانی که تحت این مبادله آزاد شده بودند را عوامل خطرناک شوروی، خواندند و مدعی شدند که این سیاست نخست‌وزیر، بیشتر مصداق باج دهی بوده تا یک معاملهٔ عادلانه!

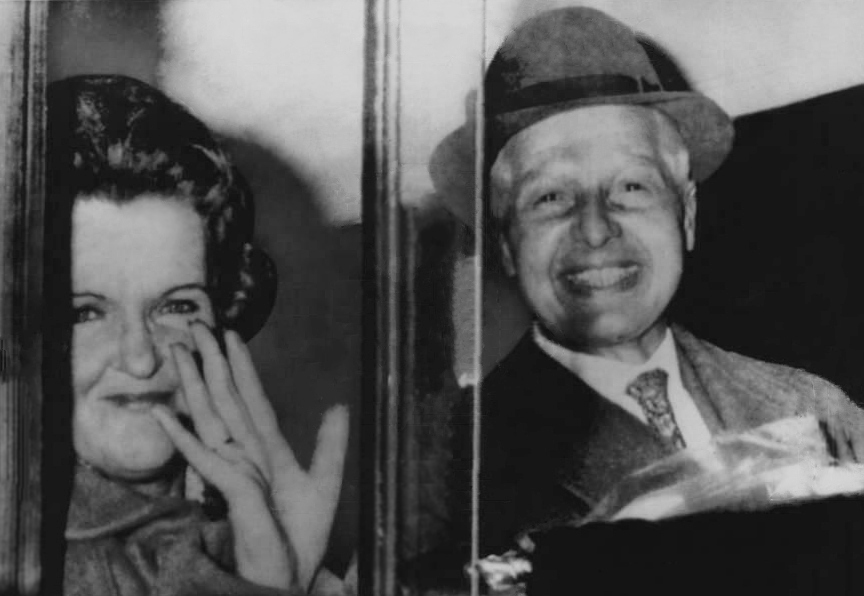
لونا و موریس کوهن پس از آزادی از زندان در سال ۱۹۶۹

### مسکو
کوهن‌ها در مسکو زندگی می‌کردند، جایی که موریس به آموزش مهارتهای تجسسی مشغول بود و نسل جدیدی از جاسوسان را برای خدمت به شوروی تعلیم می‌داد. نهایتاً موریس و لونا کوهن بازنشسته شده و کاگ‌ب تا آخر عمر هزینه زندگی آن زوج را پرداخت.

### پایان زندگی
در سال۱۹۴۱، موریس کوهن با لونا (لئونتین ترزا پتکا)، یکی از زنان فعال حزب کمونیست ازدواج کرد. لونا بعداً به فعالیت جاسوسی مشغول شد و بعنوان پیک و رابط تئودور هال، فیزیکدان پروژه منهتن عمل کرد. آنها بخشی از حلقه جاسوسان اتمی بودند که در سال ۱۹۶۱ بخشهایی از آن توسط سازمان ضد جاسوسی بریتانیا کشف شد. ادعا شده که خسارتی که این زوج به منافع ایالات متحده آمریکا وارد کردند بیشتر از  حلقه روزنبرگ بوده‌است.
موریس کوهن در چند دوره مدتی در استخدام آمتورگ بوده‌است.
موریس کوهن پس از سالها آموزش مأموران شوروی در مسکو، همانند همسرش با حقوق بازنشستگی بازنشسته شد. همسر او لونا در سال ۱۹۹۲ درگذشت. موریس کوهن ۳ سال پس از مرگ همسرش در ۲۳ ژوئن ۱۹۹۵ در مسکو زندگی را بدرود گفت.